# Mala Rohan
Mala Rohan (ukrainisch Мала Рогань; russisch Малая Рогань Malaja Rogan) ist ein Dorf im Norden der ukrainischen Oblast Charkiw mit etwa 2600 Einwohnern (2001).
Das 1657 gegründete Dorf hieß ursprünglich Passekiwka (Пасеківка) und erhielt 1895 seinen heutigen Namen.
Die Ortschaft liegt auf einer Höhe von 128 m am rechten Ufer der Rohanka (Роганка), einem 31 km langen, linken Nebenfluss des Udy, am östlichen Stadtrand, 21 km östlich der Innenstadt vom Rajon- und Oblastzentrum Charkiw.
Südlich vom Dorf verläuft die Fernstraße M 03/E 40.
Am 12. Juni 2020 wurde das Dorf ein Teil der neu gegründeten Landgemeinde Wilchiwka; bis dahin bildete es zusammen mit den Dörfern Biskwitne (Бісквітне) und Koropy (Коропи) die Landratsgemeinde Mala Rohan (Малороганська сільська рада/Malorohanska silska rada) im Osten des Rajons Charkiw.